# Pecluma
Pecluma, rod paprati iz porodice Polypodiaceae, dio je potporodice Polypodioideae. Sastoji se od četrdesetak vrsta iz tropskog Novog svijeta.
Tipična vrsta je epifit iz tropske Amerike Pecluma pectinata (L.) M.G. Price. Rod je opisan u Amer. Fern J. 73: 109 (1983)

## Vrste
1. Pecluma absidata (A.M.Evans) M.G.Price
2. Pecluma alfredii (Rosenst.) M.G.Price
3. Pecluma atra (A.M.Evans) M.G.Price
4. Pecluma barituensis O.G.Martínez & de la Sota
5. Pecluma bermudiana (A.M.Evans) M.G.Price
6. Pecluma bourgeauana (E.Fourn.) L.A.Triana
7. Pecluma camptophyllaria (Fée) M.G.Price
8. Pecluma celaquensis A.Rojas
9. Pecluma chiapensis (A.M.Evans & A.R.Sm.) M.G.Price
10. Pecluma chnoophora (Kunze) Salino & F.C.Assis
11. Pecluma choquetangensis (Rosenst.) M.G.Price
12. Pecluma consimilis (D.C.Eaton ex Mett.) M.G.Price
13. Pecluma curvans (Mett.) M.G.Price
14. Pecluma dispersa (A.M.Evans) M.G.Price
15. Pecluma divaricata (E.Fourn.) Mickel & Beitel
16. Pecluma dulcis (Poir.) F.C.Assis & Salino
17. Pecluma eurybasis (C.Chr.) M.G.Price
18. Pecluma ferruginea (M.Martens & Galeotti) M.G.Price
19. Pecluma filicula (Kaulf.) M.G.Price
20. Pecluma funicula (Fée) M.G.Price
21. Pecluma hartwegiana (Hook.) F.C.Assis & Salino
22. Pecluma hoehnei (A.Samp.) Salino
23. Pecluma hygrometrica (Splitg.) M.G.Price
24. Pecluma imbeana (Brade) Salino
25. Pecluma insularis (Brade) Salino
26. Pecluma liebmannii (C.Chr.) A.R.Sm. & Carv.-Hern.
27. Pecluma longepinnulata (E.Fourn.) F.C.Assis & Salino
28. Pecluma macedoi (Brade) M.Kessler & A.R.Sm.
29. Pecluma oranensis (de la Sota) de la Sota
30. Pecluma paradiseae (Langsd. & Fisch.) M.G.Price
31. Pecluma pastazensis (Hieron.) R.C.Moran
32. Pecluma pectinata (L.) M.G.Price
33. Pecluma pectinatiformis (Lindm.) M.G.Price
34. Pecluma perpinnata M.Kessler & A.R.Sm.
35. Pecluma pilosa (A.M.Evans) M.Kessler & A.R.Sm.
36. Pecluma plumula (Humb. & Bonpl. ex Willd.) M.G.Price
37. Pecluma ptilotos (Kunze) M.G.Price
38. Pecluma recurvata (Kaulf.) M.G.Price
39. Pecluma rhachipterygia (Liebm.) F.C.Assis & Salino
40. Pecluma robusta (Fée) M.Kessler & A.R.Sm.
41. Pecluma sanctae-mariae L.A.Triana
42. Pecluma schkuhrii (Raddi) Pic.Serm.
43. Pecluma sicca (Lindm.) M.G.Price
44. Pecluma singeri (de la Sota) M.G.Price
45. Pecluma struthionis (L.) Boudrie, Cremers & Viane
46. Pecluma sursumcurrens (Copel.) M.G.Price
47. Pecluma truncorum (Lindm.) M.G.Price
48. Pecluma venturii (de la Sota) M.G.Price

## Sinonimi
- Polypodium subgen.Pectinatum Lellinger; Amer. Fern J. 71: 93 (1981)